# 桐島、部活やめるってよ
『桐島、部活やめるってよ』（きりしま ぶかつやめるってよ）は、朝井リョウによる日本の青春小説、およびそれを原作とした日本映画。

## 概要
著者が早稲田大学文化構想学部在学中の2009年に、第22回小説すばる新人賞を受賞したデビュー作。これによって著者は初の平成生まれの受賞者となった。
2012年4月に文庫化され、集英社WEB文芸RENZABUROに掲載された短編「東原かすみ〜14歳」が追加収録された（巻末解説・吉田大八）。装幀写真は、高校生のポートレートを撮影し続けている写真家の小野啓。被写体はプロのモデルではなく、一般の高校生である。少女漫画雑誌『マーガレット』では、やまもり三香、桃森ミヨシ、姉森カナ、佐藤ざくり、斎藤ジュリアの5人によるオムニバス形式で漫画化もされた。さらに、吉田大八監督、神木隆之介主演により映画化され、8月11日に公開、日本の主要映画賞を総なめにした。
タイトル・ロールである桐島は本編に直接登場せず、その人物像は伝聞のみで明らかにされる。

## あらすじ
男子バレーボール部のキャプテンで、クラス一の人気者だった桐島が部活をやめることをきっかけに、同級生5人の日常に些細な変化が起こる。本作は5編からなるオムニバス形式によって構成されており、全体的なストーリーの起伏よりも、各登場人物の心理を描くことに作品の主眼がある。各登場人物はそれぞれ悩みを抱えており、またそれを隠したまま互いに表面的に交わり、出来事が進む。ある編でも別の編の主人公が出てくるが表面的にしか書かれず、その編の主人公の視点からは、別の編の主人公の内心について何も分からないようになっている。5人の主人公以外の登場人物も、直接には言及されていないが不穏なものを持っているかのようにも書かれる。全5編のうち、第5編にあたる菊池宏樹編のみ、冒頭が分離して全体の頭におかれており、これがストーリーの始まりを告げる役割を果たしている。物語は金曜日から翌週の火曜日まで5日間を舞台として、学校や周辺で起こる出来事を追いかけていく形となっている。

## 登場人物
各章の話者
菊池 宏樹（きくち ひろき）
野球部。何でもそこそこできる男子。部活もサボりがちのユーレイ部員だが、部員の中では一番野球が上手く、頼まれれば試合にも出場する。
小泉 風助（こいずみ ふうすけ）
男子バレーボール部。リベロ。桐島がやめたことで試合に出られるようになり喜ぶ自分に嫌悪感を抱く。背の低さを持ち前の運動神経でカバーする。
沢島 亜矢（さわじま あや）
ブラスバンド部部長。担当楽器はテナーサックス。チャットモンチーが好き。放課後に宏樹がバスケをしている姿を見ながら練習するのが好きだった。
前田 涼也（まえだ りょうや）
映画部。地味で目立たない真面目な生徒。“映画甲子園”と呼ばれる高校生映画コンクールで特別賞を受賞する。中学生の頃に親しくしていたかすみのことが好き。
宮部 実果（みやべ みか）
ソフトボール部。かすみ・梨紗・沙奈と同じグループ。父と義姉が事故死して以降、義母が精神のバランスを崩してしまい、家では亡くなった義姉「カオリ」として過ごしている。
東原 かすみ（ひがしはら かすみ）
バドミントン部。涼也とは中学2年生の時も同じクラスで、映画好きの共通点から親しくなったが、クラスが別になってから疎遠になった。ポニーテール。実果・梨紗・沙奈と同じグループ。

桐島（きりしま）
男子バレーボール部キャプテン。ポジションはリベロ。言動に嫌みがない「いいやつ」。立場上、部員との間に軋轢が生じ、部活をやめる。
物語の中心となるタイトル・ロールだが劇中に直接登場することはなく、その人物像は伝聞のみで語られる。
竜汰（りゅうた）
桐島や宏樹の友人。放課後、桐島の部活が終わるのをバスケをしながら待っていた。
孝介（こうすけ）
男子バレーボール部副キャプテン。実果と付き合っている。
日野（ひの）
男子バレーボール部。家は花屋。
詩織（しおり）
ブラスバンド部。亜矢の友人。
志乃（しの）
亜矢のクラスメイト。男子と気さくに話せる「可愛い」女子。
武文（たけふみ）
映画部。涼也と同じく地味で目立たない真面目な生徒。『ジョゼと虎と魚たち』や『週刊真木よう子』が好き。
梨紗（りさ）
桐島の彼女。実果とバレーの試合を見に行っていた。実果・かすみ・沙奈と同じグループ。
沙奈（さな）
宏樹の彼女。実果・かすみ・梨紗と同じグループ。
絵理香（えりか）
ソフトボール部。美人。自分だけ練習メニューがキツイことに不満を持つ。

## 登場人物の関係性・構図
登場人物の立ち位置は、(a) 宏樹・竜汰・友宏・孝介・桐島・日野の上位カーストの男子グループ、(b) 梨紗、沙奈、実果、かすみの上位カーストの女子グループ、そしてそれと間接的に関係のある、(c) 涼也ら、亜矢らという3つに大別される。各登場人物はグループ内の人間関係、スクールカースト、恋愛関係の3種を膠（にかわ）にして結びついている。そして登場人物2人は、組み合わせごとに何らかの形で抽象的な対比が設定されている。

## 書誌情報
- 朝井リョウ 『桐島、部活やめるってよ』 集英社 〈四六判〉 208頁、全1巻
  - 2010年2月5日発売[2]、ISBN 978-4-08-771335-0
- 朝井リョウ 『桐島、部活やめるってよ』 〈集英社文庫〉 256頁、全1巻
  - 2012年4月20日発売[3]、ISBN 978-4-08-746817-5
- 原作：朝井リョウ・漫画：やまもり三香・桃森ミヨシ・姉森カナ・佐藤ざくり・斎藤ジュリア 『桐島、部活やめるってよ』 集英社 〈マーガレットコミックス〉 184頁、全1巻
  - 2012年7月25日発売[4]、ISBN 978-4-08-846801-3
    - 菊池 宏樹（『マーガレット』2012年10号、やまもり三香）
    - 小泉 風助（『マーガレット』2012年11号、桃森ミヨシ）
    - 沢島 亜矢（『マーガレット』2012年12号、姉森カナ）
    - 前田 涼也（『マーガレット』2012年13号、佐藤ざくり）
    - 宮部 実果（『マーガレット』2012年14号、斎藤ジュリア）

## 映画
2012年8月11日に日本公開。登場人物名を各章のタイトルにしたオムニバス形式だった原作を、曜日を章立てて、視点を変えて1つのエピソードを何度も描き、時間軸を再構築して構成するスタイルにした。
撮影では、高知県内の高校やTOHOシネマズ高知などでロケーションを行っている。
丸の内ルーブルを筆頭とした日本全国132スクリーンで公開され（以降全国順次公開）、初日は新宿バルト9で舞台挨拶が行われた。公開後は口コミにより話題となり、8か月にわたりロングラン上映された。
第34回ヨコハマ映画祭作品賞および監督賞をはじめ、第67回毎日映画コンクールで日本映画優秀賞および監督賞、第36回日本アカデミー賞では最優秀作品賞を含む3部門で最優秀賞を受賞したほか、出演者も多くの新人俳優賞に輝いている。
海外映画祭ではロサンゼルスで開催しているLA EigaFest 2012で招待作品として上映。
後述のように多くの賞を受賞したが、公開当時はヒットとはほど遠い状態だった。2016年11月、佐藤貴博プロデューサーがトークショーにて、「ようやくリクープ（資金回収）できるところまで来た」と語っている。

### あらすじ
バレー部のキャプテン桐島が部活を辞めるという報せが学校中に広がり、生徒たちの間に動揺が走る。当の桐島は学校を休んでおり、部員はおろか桐島の彼女・梨沙や、親友・宏樹すら相談されていなかったため、誰もその理由がわからなかったのだ。宏樹は、桐島を待って竜汰、友弘たちとバスケをするのを日課としていた。しかし桐島がもう来ないのならバスケをやる必要もないと言ってやめてしまう。バスケを楽しんでいた友弘はショックを受ける一方、時間潰しだと割り切っていた竜汰はそれを受け入れる。宏樹は何事にも情熱を傾けることができず野球部での練習もサボるようになっており、彼女がいるものの恋愛にも夢中になれないでいた。友達と別れた宏樹は一人野球の練習をする野球部部長に遭遇する。宏樹は野球部部長へ、3年なのに引退せず練習を続けている理由を聞く。野球部部長は「スカウトは来ていないけれど、ドラフトが終わるまでは続ける」と言って笑い、宏樹へまた野球部へ顔を出すように誘う。
彼女がいる事を知りつつ宏樹に片思いをする吹奏楽部の亜矢は、宏樹がバスケをする姿を見ながら屋上でテナーサックスの練習するのが日課だった。しかし宏樹がバスケもやめてしまった事で、亜矢は宏樹の姿を追って練習場所を点々と変えるようになる。部長として部員たちを纏めていかなければならない事はわかっているが、どうしても宏樹を追ってしまう。そして亜矢が宏樹を追いかけている事を知った宏樹の彼女・沙奈は、亜矢の目の前で見せつけるように宏樹とキスを交わす。そのことで気持ちを振り切った亜矢は、吹奏楽の練習へ打ち込むようになる。
バドミントン部の実果は死んだ姉と比べて何をやっても上手くいかない自分を嫌っていた。友人である梨沙や沙奈、同じバドミントン部のかすみへもその心を開かない実果だが、桐島にかわってバレー部レギュラーに採用された風助の練習風景に出くわす。自分の実力と才能不足をはっきり認めて、悔しがりながらも必死で練習する風助の姿に自分を重ねた実果は、風助へほのかな思いを抱くようになる。風助は試合に出て奮闘するも、結果は敗北。しかし実果は自分を見つめ直し、頑張っていく決意を固めていく。そして桐島が学校へ来たと聞いて走り出そうとした風助を、実果は「行かなくて良い」と思わず呼び止めてしまう。そして風助を追って実果たちも走り出す。
映画部の前田は、そんな周囲の騒ぎのことなど露知らず、仲間と共にゾンビ映画の撮影へ熱心に取り組んでいた。しかし顧問はゾンビにリアリティはないと乗り気ではないし、毎回遭遇する亜矢が撮影現場で練習を粘るため、なかなか上手くいかない。そんな前田が片思いしている相手が、かすみだった。たまたま映画館で出会ったことでかすみと会話を交わして喜ぶ前田だったが、かすみが竜汰と付き合っている事を知ってしまう。かすみは苛立っている梨沙や、さらに悩んでいる実果を思って、周囲へ秘密にしていたのだ。さらに前田は、顧問から一方的にゾンビ映画の撮影を禁止されてしまう。苛立ちながらゲリラ撮影を続ける前田は、またも撮影場所に現れた亜矢へ思わず感情をぶつけてしまうが、彼女が「今日で最後だから」と言う気持ちを汲んで先に屋上での撮影を行うことにする。そして屋上への階段で、降りてきた桐島とおぼしき男子とすれ違う。
金曜日から月曜日まで学校に来なかった桐島が、今日は学校へ来て屋上にいるらしいという噂が広がる。しかし駆けつけたバレー部たちが目撃したのは、ゾンビ映画を撮影中の映画部たちだった。苛立つバレー部に撮影を邪魔された事で怒った前田は、ゾンビに扮した映画部員たちをけしかけてバレー部を襲わせ、大乱闘の末に彼らを追い払うことに成功する。壊れたカメラを直しながら、前田は「自分たちはこの世界で生きていかなければならないのだ」と脚本のセリフを言う。
実果や沙奈たちも屋上にやってくる。前田に掴みかかろうとする孝介たちを必死に止める風助。風助を嘲笑する沙奈を実果は思わずぶとうとするが、ぶったのはかすみだった。
屋上へやって来た宏樹は、乱闘の後の現場でカメラを直す前田へ冗談混じりにインタビューを行う。将来は映画監督かと聞かれた前田は、自分では無理だと素直に認めつつ、映画を撮る事はとても楽しいのだと語る。映画部部長、前田の言葉を聞いた宏樹は、何にも真剣になれない自分の空っぽさに思わず泣き出してしまう。そして宏樹は野球部の練習風景を眺めながら、初めて桐島へと携帯で電話をかける。彼が桐島へ何と言ったのかはわからぬまま、物語は幕を閉じる。

### 登場人物･キャスト
前田 涼也（映画部）
演 - 神木隆之介
2年生。自主制作映画での顧問の脚本に不満で、自らの脚本であるゾンビ映画『生徒会・オブ・ザ・デッド』を撮影し始める。クラスでは運動音痴で地味な存在。中学時代は映画好きという共通点からかすみと仲が良かったが、今では疎遠で会話もできない。
菊池 宏樹（野球部）
演 - 東出昌大
2年生。クラスの中心にいる男子グループの1人で、桐島の一番の親友。野球部に所属してはいるが、部活には久しく参加していない。沙奈と付き合っている。桐島が何も言わずにバレー部をやめたことにショックを受ける。
宮部 実果（バドミントン部）
演 - 清水くるみ
2年生。目立つ女子4人グループの1人だが、他の3人とは2年から別のクラスであり、また3人に対してコンプレックスを持っている。生真面目な性格で、どこか自分に似ていると感じるバレー部の風助を気にかける。
東原 かすみ（バドミントン部）
演 - 橋本愛
2年生。目立つ女子4人グループの1人。人の悪口や噂話には乗らないが、そのことで友達との仲にひびが入らないように上手に避けてもいる。一番仲のいい実果にも、実は隠していることがある。
飯田 梨紗
演 - 山本美月
2年生。目立つ女子4人グループの1人。校内でも評判の美人。桐島の彼女だが部活をやめることを知らされず、連絡も取れないことに怒り、傷つく。
野崎 沙奈
演 - 松岡茉優
2年生。目立つ女子4人グループの1人。宏樹と付き合っていることや梨紗と親しいことにステータスを感じている。愛想は良いが、周囲を見下す言動が多い。
寺島 竜汰
演 - 落合モトキ
2年生。クラスの中心にいる男子グループの1人。いつも桐島が部活を終えるのを待ちながら、宏樹たちとバスケをしていた。
友弘
演 - 浅香航大
2年生。クラスの中心にいる男子グループの1人。いつも制服の上からパーカーを着ている。いつも桐島が部活を終えるのを待ちながら、宏樹たちとバスケをしていた。
武文（映画部）
演 - 前野朋哉
2年生。前田の親友。根っからの映画オタクで、周りの目を気にして気後れしそうになる前田の背中を押す。
キャプテン（野球部）
演 - 高橋周平
3年生。幽霊部員である菊池に試合にでないかと何度か誘いをかける。スカウトと接触していないにもかかわらず、3年の秋のドラフトまで引退せずに部活動を続けている。
小泉 風助（バレー部）
演 - 太賀
2年生。リベロ。桐島の代理としてレギュラー入りしたことに戸惑い、歴然とする実力差に苛立つが、自らを追い込んでいく。
久保 孝介（バレー部）
演 - 鈴木伸之
2年生。副キャプテン。桐島が誰への相談もなく部活をやめ学校にも来ないことに怒りを隠せず、代役として実力不足の風助にも苛立つ。あだ名はゴリラ。屋上のラストシーンでは「隕石」を蹴り、前田の怒りに火を付けてしまう。
日野（バレー部）
演 - 榎本功（オールドモンク）
詩織（吹奏楽部）
演 - 藤井武美
1年生。楽器はフルート、先輩である沢島に憧れ慕っている。沢島の宏樹に対する思いに気づき、それとなく励ます。
片山（映画部顧問）
演 - 岩井秀人
前田たちのゾンビ映画のシナリオをリアリティがないといって、青春映画のシナリオをしきりに勧める。片山は自分のエゴで勝手にゾンビ映画を撮り始めた前田たちに一方的に撮影をやめるように言い渡す。
沢島 亜矢（吹奏楽部）
演 - 大後寿々花
2年生。担当楽器はテナーサックス（テナーサックスは間違いで、実際はアルト・サックスを吹いている）。授業中は前の席の宏樹の背中を見つめ、放課後はバスケをしている宏樹の姿を見るために毎日校舎の屋上でサックスの個人練習をしている。クラスではおとなしい存在だが、部活では部長として部員たちをまとめている。
- 堤 - 一井直樹
- 岡本 - 栗原吾郎
- バレー部顧問 - 永井秀樹
- 教頭 - 猪股俊明
- 担任 - 桜井聖
- バレー部マネージャー - 平田伊梨亜
- 吹奏楽部後輩 - 植村純奈
- 放送部員 - 井上沙映、谷相奈瑠美
- 古典教師 - 渡辺雅之
- 映画部 - 中嶋和也、マーク、岡見雄人（ダイグレン）、大鶴佐助、佐藤王宝、柳原聖（カルマライン）
- バレー部 - 和田勇輝、西田啓二、久我玄紀、今野陽介、奥野港一
- ゾンビ - 岡部務、奥瀬繁、成瀬労、冨田佳孝、下尾仁、城下秀二、川村慎二
- 他クラス生徒 - 宮下絵馬、シュドーズ直矢、佐藤拓也、坂本伊都、エイバーグ華怜、山脇はづき、石川彩楓、濱田紫乃
- 屋上の男子 - 奥村知史
- クラスメイト - 佐伯晃浩、塚田康介、杉木悠真、内田隼人、久保田駿介、中村太亮、大矢剛康、古川裕太、路川あかり、井水優菜、大坪あきほ、森元芽依、杉浦香絵、末廣綾那、堀本雪詠、三宅唯真、向井健、宮本貴美、丸山千晶、山川真理恵、朝日梨帆、藤代真里奈、三谷望、岡田理奈、小園宏美、中山旻、西本宙樹、霜垣健太

### スタッフ
- 監督 - 吉田大八
- 原作 - 朝井リョウ『桐島、部活やめるってよ』
- 脚本 - 喜安浩平、吉田大八
- 製作指揮 - 宮崎洋
- 製作者 - 菅沼直樹、茨木政彦、弘中謙、平井文宏、阿佐美弘恭、畠中達郎、和崎信哉
- エグゼクティブプロデューサー - 奥田誠治
- coエグゼクティブプロデューサー - 神蔵克
- プロデュース（総合プロデューサー） - 佐藤貴博
- プロデューサー - 北島和久、枝見洋子
- 音楽 - 近藤達郎
- 音楽プロデューサー - 日下好明、平川智司
- 主題歌 - 高橋優「陽はまた昇る〜映画「桐島、部活やめるってよ」バージョン」（ワーナーミュージック・ジャパン）
- 撮影 - 近藤龍人
- 照明 - 藤井勇
- 録音 - 矢野正人
- 美術 - 樫山智恵子
- 装飾 - 山田好男
- 編集 - 日下部元孝
- ラインプロデューサー - 仲野尚之
- VFXスーパーバイザー - 西村了
- スクリプター - 田口良子
- 衣装 - 遠藤良樹
- ヘアメイク - 大野真二郎
- アクションコーディネーター - 山田一善
- 特殊メイク - 梅沢壮一
- 映画部協力 - 大崎徹哉 / 谷野浩人（埼玉県立松山高等学校）
- キャスティング - あんだ敬一
- 宣伝プロデューサー - 渡辺尊俊
- アシスタントプロデューサー - 高橋政彦
- 協力プロデューサー - 大塚泰之
- 助監督 - 甲斐聖太郎
- 制作主任：高瀬大樹
- 製作担当 - 吉崎秀一
- 企画協力 - 集英社 / 高梨佳苗、信田奈津
- 特別協力 - 高知県、高知市、高知フィルムコミッション、高知中央高等学校
- Special Thanks - 石田孝文、益岡正志、久木田亮、名倉良祐、山脇教弘、竹下雄二、矢野隆宏、楠瀬舞春、吉本豊美、畠山勇、前田真里、高知ﾌｧｲﾃｨﾝｸﾞドッグ球団、駿台学園高校、学校法人龍馬学園国際ﾃﾞｻﾞｲﾝ･ﾋﾞｭｰﾃｨｰｶﾚｯｼﾞ、日本ﾊﾞﾄﾞﾐﾝﾄﾝ協会、全日本吹奏楽連盟、ﾌﾞﾙﾄﾞｯｷﾝｸﾞﾍｯﾄﾞﾛｯｸ、埼玉県立松山高等学校、岐阜県立大垣北高校、楽器堂、NPO法人SMN
- ロケーション協力 - 高知県立高知西高等学校、高知県交通　ほか
- 企画・製作 - 日本テレビ放送網
- 制作プロダクション - 日テレアックスオン
- 宣伝 - ヨアケ
- 配給 - ショウゲート
- 製作 - 映画「桐島」映画部（日本テレビ放送網、集英社、讀賣テレビ放送、バップ、D.N.ドリームパートナーズ、アミューズ、WOWOW）

### スピンオフドラマ
宮部実果を主人公とするドラマ「『宮部実果』〜映画『桐島、部活やめるってよ』スピンオフ〜」が2012年8月3日から27日にWOWOWの特別番組（映画宣伝番組）「映画『桐島、部活やめるってよ』が凄い!」内で放送された。全11回。1回1分弱。
映画では描かれなかった原作の実果の家庭のエピソードをドラマ化している。出演は清水くるみ、板谷由夏（特別出演、母の声役）、演出は秋野翔一。

### Blu-ray / DVD
2013年2月15日発売・レンタル開始。発売・販売元はバップ。
- 桐島、部活やめるってよ（2枚組）
  - ディスク1：本編ディスク
    - 音声特典
      - オーディオコメンタリー（監督・脚本：吉田大八×原作：朝井リョウ×脚本：喜安浩平×プロデューサー：佐藤貴博）

  - ディスク2：特典DVD
    - ビジュアルコメンタリー「キャストが語る衝撃の“火曜日”」（神木隆之介×落合モトキ×浅香航大×前野朋哉×太賀×鈴木伸之×榎本功×進行：佐藤貴博(プロデュース)）
    - メイキング「桐島、部活やめるってよ もうひとつの青春」
    - イベント映像集（完成披露試写会、早稲田大学特別試写会、初日舞台挨拶）
    - スピンオフ短編「宮部実果」
    - キャスト・スタッフインタビュー集「桐島現象」とは何だったのか
    - 「桐島」撮影対談（監督・脚本：吉田大八×撮影・近藤龍人）
    - 松籟高校フェイクインタビュー集
    - 特報・劇場予告編・TVスポット・スーパーティザースポット・インフォマーシャル集
    - 短編エチュード「帰宅部」
    - 短編エチュード「女子部」

  - 封入特典
    - 解説ブックレット（28P）
- 桐島、部活やめるってよ レンタルDVD（1枚組）
  - 映像特典
    - 短編エチュード「映画部」

### 受賞 / ノミネート
- 第37回報知映画賞：最優秀監督賞（吉田大八）、作品賞ノミネート、主演男優賞ノミネート（神木隆之介）、新人賞ノミネート（東出昌大）
- 第34回ヨコハマ映画祭：作品賞、監督賞（吉田大八）、撮影賞（近藤龍人）、最優秀新人賞（橋本愛）
- 第4回TAMA映画賞：最優秀作品賞、最優秀新進男優賞（神木隆之介）、最優秀新進女優賞（橋本愛）
- 第67回毎日映画コンクール：日本映画優秀賞、監督賞（吉田大八）、スポニチグランプリ新人賞（東出昌大）[11]
- 第36回日本アカデミー賞：最優秀作品賞、最優秀監督賞（吉田大八）、最優秀編集賞（日下部元孝）、優秀脚本賞（喜安浩平・吉田大八）、新人俳優賞優秀賞（橋本愛・東出昌大）、話題賞（作品部門）[8][12]
- 第86回キネマ旬報ベスト・テン：日本映画第2位、読者選出日本映画第2位、新人女優賞（橋本愛）
- 第17回日本インターネット映画大賞：日本映画部門・作品賞、ニューフェイスブレイク賞（橋本愛）
- 第4回日本シアタースタッフ映画祭：助演女優賞（橋本愛）

## オーディオブック
2013年7月19日にオトバンクのFeBe!にて配信開始。

### キャスト（オーディオブック）
- 菊池宏樹：阿部大樹
- 小泉風助：高槻陽一
- 沢島亜矢：下田麻美
- 前田涼也：斉藤壮馬
- 宮部実果：原紗友里
- 東原かすみ：近藤佳奈子
- 竜汰：小林直人
- 孝介：矢野龍太
- 詩織：平間葵
- 武文：北纓裕紀
- 沙奈：佐倉薫